# Comité mixte de vocabulaire
Comité mixte de vocabulaire (CMV) är en arbetsgrupp inom Internationella Teleunionen (ITU) som bildades gemensamt av dåvarande CCITT  och CCIR  för att definiera tekniska termer som används inom dessa organisationer och att göra entydiga ordlistor för vad dessa termer ska kallas på de 6 officiella språken inom ITU, nämligen
- arabiska
- engelska
- franska
- kinesiska
- ryska
- spanska

CMV:s ordlistor ska vara rättesnören för de simultantolkar och översättare som tjänstgör vid ITU-konferenser och för alla dokument som produceras av ITU:s olika studiegrupper.
Organisatoriskt administrerades CMV av CCIR. Numera har ITU omorganiserats och CCITT och CCIR har uppgått i andra organisationsformer och finns ej längre som sådana. Se vidare Internationella Teleunionen.